# Rytis Mažulis
Rytis Mažulis (né le 23 février 1961 à Šiauliai) est un compositeur et professeur lituanien. Il est l'un des plus importants et distingué compositeur lituanien, représentant la tendance minimaliste extrême dans la musique lituanienne.

## Biographie
Rytis Mažulis, après avoir fréquenté la classe de Bronius Koravičius et en 1983, être diplômé de la classe de composition de Julius Juzeliūnas, à l'Académie de musique de Lituanie, remporte en 1988, le prix "Tyla" avec sa pièce de chambre « The Sleep » et en 1989 il reçoit le prix lituanien de la culture de la musique de chambre et vocale. Il reçoit une bourse de l'Akademie Schloss Solitude (en) de Stuttgart, pour la période de septembre 1998 à avril 1999. Il obtient deux fois le prix de la meilleure composition vocale, avec « Ajapajapam » en 2002 et « Form Is Emptiness » en 2006, au concours de composition organisé par l'Union des compositeurs lituaniens. En 2004 il reçoit le Prix National de Lituanie. Depuis 2006, Rytis Mažulis est nommé chef du département composition, de l'Académie lituanienne de musique et de théâtre.
Les grandes admirations musicales de Mažulis sont chez les contemporains, Giacinto Scelsi, Conlon Nancarrow, Horatiu Radulescu, Silvia Fómina, Alvin Lucier et dans la musique ancienne, Josquin des Prés surtout, tout en s'intéressant aux problématiques de composition utilisées par Guillaume Dufay et Johannes Ockeghem.
Les œuvres de Mažulis sont fréquemment jouées dans des festivals à travers l'Europe : Nyyd (Tallinn, 1991), Musikhøst (Odense, 1992), Deutschlandfunk (Cologne, 1992), Printemps de Prague (1995), Festival de musique de chambre de Norrtelje (1995), De Suite Muziekweek (Amsterdam, 1995), Minimalisms (Berlin, 1998), Klang Raum (Stuttgart, 1998), l'Atelier de l'Institut pour la nouvelle musique et l'éducation musicale (Darmstadt, 1999), MaerzMusik (Berlin, 2003), Melos-Ethos (Bratislava, 2005), Festival de musique contemporaine de Huddersfield (2006, 2007), Images Sonores (Liège, 2007), ISCM World Music Days (Vilnius, 2008) ; ainsi que dans des concerts à Varsovie, Gdańsk, Düsseldorf, à l'Akademie Schloss Solitude de Stuttgart (1994, 1999), au Queen Elizabeth Hall à Londres (1995).

## Style
Les œuvres de Rytis Mažulis sont stylistiquement pure et utilisent souvent des techniques et des formes canoniques concentriques ou canon mensurabilis. En raison de ces techniques de composition qui nécessitent de bonnes instrumentations pour rendre les sonorités homogènes et cristallines, Mažulis écrit habituellement pour ensemble de voix égales ou pour tous les instruments à clavier. Ces pièces sont soit jouées en direct, ou, lorsque sa musique est impossible à jouer avec instruments classiques, réalisé à l'aide d'un ordinateur, traité comme une sorte de super-piano.
Par exemple dans sa pièce « Palindrome », il y a des gradations de hauteur microtonales, des divisions non standard de valeurs rythmiques et la pulsation simultanée de différents tempi. « Il compose pour chaque voix un mouvement individuel selon son tempo et sa durée rythmique. Il en résulte des canons de caractère mensuraliste, polytemporel et fractal. »
De même, son « Clavier de la raison pure » ne peut être facilement interprété en direct, mais pour une raison différente : il a besoin d'un ensemble d'au moins 24 pianos. Les œuvres de Mažulis n'ont pas seulement la pureté de style, ils montrent aussi un subtil sens de l'humour.

## Œuvres
- Tranquility (1992) Canon vocale à quatre voix, version pour flûte
- Canon Solus, pour chœur a capella (1998) Écrit pour le Hilliard Ensemble.
- The Dazzled Eye Lost Its Speech (1992)
- Sans pause, pour quatuor à cordes (2001)

« Je voulais créer un mouvement ininterrompu sans signe de silence, comme si j'imitais un compositeur de la Renaissance qui « couperait » les silence d'un canon. » (Rytis Mažulis)
- Ex una voce tres (2002)
- Clavier de la raison pure pour 24 pianos
- Puja (2004) Commande du festival « Gaida » de Vilnius. Version originale pour percussions et clavier, puis pour flûte.
- Form is emptiness [La forme est un vide] (2006) pour 12 voix, violoncelle et électronique
- Musica Falsa (2006) originellement pour quatuor de bassons ; version pour flûte
- Canon mensurabilis (2006) pour flûte, clarinette, violon, alto, violoncelle et piano
- Schisma (juillet 2007) Commande du Centre de recherche et de formation musicales de Wallonie (Liège, Belgique) Version pour violoncelle, puis pour flûte et instruments électroniques
- Belvédère (2010) pour flûte. Commande du festival « Hauna musica » de Vilnius. Le titre fait référence à une lithographie célèbre d'Escher, « Belvédère » (1958)[4]. Dédié à Marcel Zurria qui en a assuré la création (voir le disque intitulé Musica Falsa).
- La Monade pour 9 clavecins
- Sybilla pour chœur mixte à 12 voix (1996) Texte de Pétrone.
- Cum essen parvulus, pour 8 voix (2001) D'après 1 Cor. 13:11-12. Le mot latin parvulus, qui signifie « petit garçon », est l'origine du nom Mažulis.
- Ajapajapam, pour 12 voix, quatuor à cordes et électronique (2012). Le terme provient du sancrit Japa.

## Discographie
- 2004 : Cum Essem Parvulus : Canon solus ; Sybilla ; Cum essem parvulus ; Ajapajapam - Quatuor Chordos :  Leva Sipaitytė et Eglė Jurašunaitė, violons ; Robertas Bliškevičius, alto ; Mindaugas Bačkus, violoncelle ; Chœur de chambre de la radio lituanienne, Dir. Kaspars Putniṇš (2–4 décembre 2003, Megadisc Classics MDC 7810) (OCLC 70273705)
- 2007 : Form Is Emptiness : Canon Mensurabilis ; Sans Pause ; Monad ;	Form Is Emptiness - Mindaugas Bačkus, violoncelle ; Julius Černius, clarinette ; Quatuor Chordos ; Valentinas Gelgotas, flûte ; Sergejus Okruško, piano ; Robertas Bliškevičius, alto ; Ieva Sipaitytė, violon ; Dainius Sverdiolas, clavecin ; Chœur de chambre de la radio lituanienne (2006, Megadisc Classics MDC 7800)
- 2010 : Musica Falsa : Puja ; Musica Falsa ; Ex Una Voce Tres ; Schisma ; Belvedere ; Tranquility - Manuel Zurria, flûtes (septembre 2009/mars 2010, Megadisc Classics MDC 7794) (OCLC 812779855)